# Bylice (województwo mazowieckie)
Bylice – wieś w Polsce położona w województwie mazowieckim, w powiecie pułtuskim, w gminie Świercze. Ma status sołectwa.
W latach 1975–1998 miejscowość administracyjnie należała do województwa ciechanowskiego.